# Fred Romano
Pour les articles homonymes, voir Romano.
Fred Romano est une actrice, journaliste et auteure française, née le 2 septembre 1961 à Paris.

## Biographie
De 1980 à 1986, elle joue de petits rôles dans une dizaine de films français et suit les cours de Blanche Sallant à l'American Center de Paris. En 1981, elle rencontre Coluche, avec lequel elle vivra une existence trépidante.
En 1988-1989, elle travaille comme assistante du peintre François Morellet.
En 1991, elle commence une enquête sur la maladie de la vache folle et ses conséquences.
En 1994, elle remporte ex æquo avec Caya Mayhele le prix mondial de la nouvelle en langue francophone, organisé par RFI-ACCT et l'agence intergouvernementale pour la Francophonie et s'installe en Catalogne, à Barcelone, où elle monte, après une formation informatique, le concours mondial du flyer, avec l'aide du CCCB (Centre per la Cultura Contemporanea de Barcelona) ainsi que le soutien de la ville de Barcelone en l'an 2000.
En 1997, elle crée l'un des premiers cyberomans en français, Edward Amiga, étudié dans les universités allemandes.
En 2000, elle publie son premier roman en français, Le Film pornographique le moins cher du monde (éditions Pauvert), récit de son existence mouvementée avec Coluche, puis Contaminations.
En 2002, on lui diagnostique une maladie incurable, la sclérose en plaques. Selon elle, au prix de méditations et de recherches, elle parvient à trouver un traitement alternatif (des eaux thermales en Hongrie). Elle part s'installer sur l'île de Formentera.
En 2006, elle récupère et publie Basque Tanger, aux éditions Scali. Elle obtient le prix à la création en français de l'université de Louisiane en 2007.
En 2009-2010 elle se consacre à des études autour de l'énergie solaire.
En 2011, elle publie Normal aux éditions Kirographaires et en 2012 sa première nouvelle en espagnol (p. 46-47 de ce supplément du quotidien Diario de Ibiza).
En 2014, elle publie une histoire de vampires Crimes de sang/Damm chez Le chasseur abstrait éditions.
En 2015, elle publie une version moderne de Topographie et Histoire Générale d'Alger chez Les Éditions du Menhir, un manuscrit de 1612, comportant de nombreux éléments inédits, qui lui permettent d'affirmer et de démontrer que Miguel de Cervantès en est l'auteur.

## Vie privée
De novembre 1981 à octobre 1985, elle fut l'avant-dernier amour de Coluche (précisément, du 4 décembre 1981 au 5 novembre 1985).
En 2002, on lui diagnostique une sclérose en plaques, avec un très court horizon de vie. Elle dit avoir trouvé une cure naturelle et, en 2015, elle est considérée par son neurologue argentin comme « définitivement stabilisée » bien que handicapée à 65 %.

## Filmographie
- 1984 : La vengeance du serpent à plumes de Gérard Oury
- 1984 : Le bon roi Dagobert de Dino Risi
- 1985 : Sac de nœuds de Josiane Balasko
- 1985 : Les rois du gag de Claude Zidi
- 1986 : Le Môme de Alain Corneau
- 1986 : Suivez mon regard de Jean Curtelin
- 1987 : Les keufs de Josiane Balasko
- 1991 : Ma vie est un enfer de Josiane Balasko